# Wijken en buurten in Reeuwijk
De Nederlandse gemeente Reeuwijk is voor statistische doeleinden onderverdeeld in wijken en buurten. De gemeente is verdeeld in de volgende statistische wijken:
- Wijk 00 Reeuwijk Dorp (CBS-wijkcode:059500)
- Wijk 01 Reeuwijk Brug (CBS-wijkcode:059501)
- Wijk 02 Driebruggen (CBS-wijkcode:059502)
- Wijk 03 Waarder (CBS-wijkcode:059503)

Een statistische wijk kan bestaan uit meerdere buurten. Onderstaande tabel geeft de buurtindeling met kentallen volgens het Centraal Bureau voor de Statistiek (2008):
| CBS-buurtcode | Buurtnaam                           | Inwonertal | Opp. totaal (ha) | Opp. land (ha) | Ligging                |
| ------------- | ----------------------------------- | ---------- | ---------------- | -------------- | ---------------------- |
| BU05950001    | Oud-Reeuwijk                        | 90         | 97               | 84             | Locatie in de gemeente |
| BU05950002    | Tempel                              | 200        | 109              | 101            | Locatie in de gemeente |
| BU05950003    | Middelburg                          | 270        | 96               | 86             | Locatie in de gemeente |
| BU05950004    | Randenburg                          | 130        | 99               | 89             | Locatie in de gemeente |
| BU05950008    | Verspreide huizen polder Middelburg | 20         | 58               | 55             | Locatie in de gemeente |
| BU05950009    | Verspreide huizen polder Reeuwijk   | 140        | 326              | 318            | Locatie in de gemeente |
| BU05950010    | Reeuwijk Dorp                       | 820        | 355              | 318            | Locatie in de gemeente |
| BU05950100    | Reeuwijk Brug                       | 2530       | 72               | 70             | Locatie in de gemeente |
| BU05950101    | Zoutman                             | 350        | 61               | 57             | Locatie in de gemeente |
| BU05950102    | Ravensberg                          | 3870       | 199              | 96             | Locatie in de gemeente |
| BU05950103    | Sluipwijk                           | 340        | 388              | 48             | Locatie in de gemeente |
| BU05950104    | Platteweg                           | 200        | 118              | 41             | Locatie in de gemeente |
| BU05950105    | Gravekoop                           | 110        | 275              | 98             | Locatie in de gemeente |
| BU05950106    | Twaalfmorgen                        | 100        | 442              | 296            | Locatie in de gemeente |
| BU05950107    | Oukoop                              | 60         | 225              | 201            | Locatie in de gemeente |
| BU05950109    | Abessinië                           | 130        | 593              | 430            | Locatie in de gemeente |
| BU05950200    | Driebruggen                         | 1370       | 38               | 36             | Locatie in de gemeente |
| BU05950202    | Hogebrug                            | 90         | 41               | 36             | Locatie in de gemeente |
| BU05950203    | Hoogeind                            | 160        | 205              | 189            | Locatie in de gemeente |
| BU05950204    | Laageind                            | 100        | 339              | 315            | Locatie in de gemeente |
| BU05950301    | Waarder                             | 1290       | 52               | 51             | Locatie in de gemeente |
| BU05950305    | Westeinde                           | 260        | 430              | 415            | Locatie in de gemeente |
| BU05950306    | Oosteinde                           | 140        | 394              | 392            | Locatie in de gemeente |